# Siboglinum polystichum
Siboglinum polystichum är en ringmaskart som beskrevs av Southward 1976. Siboglinum polystichum ingår i släktet Siboglinum och familjen skäggmaskar. Inga underarter finns listade i Catalogue of Life.